# Haibun
Haibun (俳文) je japonský literární útvar ve formě cestovního deníku, ve kterém jsou kombinovány úseky krátké prózy s haiku, případně doplněné kresbami.
Jedná se o postřehy a popisy krajiny často včetně odkazů na historické události, nikoli o povídky ani eseje. Próza je výrazově úsporná. Próza a haiku se nemusí přímo týkat předmětného tématu. Je na čtenáři objevovat významové vztahy mezi těmito dvěma výrazovými prostředky.
Cestovní deníky psal formou haibunu Macuo Bašó (1644–94) ze svých cest po Japonsku za období Tokugawského šógunátu (Tokugawa Bakufu). Často se z důvodu bezpečnosti na cestách vydával za zenového mnicha.

## Pouť do vnitrozemí
Bašó v roce 1689 cestoval po severních provinciích ostrova Honšú a později z této cesty napsal haibun Pouť do vnitrozemí. Zastavil se u zříceniny hradu Takadači, který nechal ve 12. století vystavět Hidehira Fudžiwara (?–1187) pán provincie Mucu (prefektury Aomori a Iwate) pro Jošicuneho Minamota (1159–89), mladšího bratra šóguna Joritomeho (1147–99). Historická postava Jošicuneho je v Japonsku všeobecně známá; vystupuje například ve hře divadla Nó Benkei na lodi, která byla přeložena do češtiny (Kalvodová et al. 1975). Když Hidehira zemřel, jeho syn vyslal vojáky na Jošicuneho, který byl po zuřivé bitvě zabit. Pobita byla i jeho družina. Bašó navštívil hrad Takadači 29. června. Po stručném popisu bojových událostí Bašó uvádí verše čínského básníka Tu Fu (712–70) období Tchang:
Říše se boří – zůstanou hory,
na hradbách z jara – zelená tráva
(z jap. přel. Novák, 1959)
Pak Bašó píše, „Odloživ klobouk z bambusu, zastřel jsem svou tvář rukávem a zapomínaje, jak ubíhá čas, podvolil jsem se teskným myšlenkám“. Následuje haiku:
夏草や (nacugusa ja)
兵どもが (cuwamono domo ga)
夢の跡 (jume no ato)
Doslovný překlad (Ueda, 1992):
letní tráva: válečníkova snu místo
Český překlad (Novák, 1959):
Jen letní tráva!
Tolik tu bojovníků
marný sen svůj sní
Tento přebásněný překlad (Novák/Vladislav, 1959) kombinacemi hlásek a a y ve slovech trávy, tady, marný a slávy ilustruje zvukomalebnost japonského originálu způsobenou opakováním hlásek a, o a u: Ze sedmnácti slabik originálu šest obsahuje a, šest o a čtyři hlásku u.
Na dávném bojišti
LÁN LETNÍ TRÁVY
Co mužů
snilo tady
marný sen slávy!